# Cola boxiana
Cola boxiana é uma espécie de angiospérmica da família Sterculiaceae.
Apenas pode ser encontrada no seguinte país: Gana.
Está ameaçada por perda de habitat.